# Tupolev ANT-22
Il  Tupolev ANT-22 (in cirillico Туполев АНТ-22) era un idroricognitore esamotore ad ala alta progettato dallo TsAGI, istituto all'epoca diretto da Andrej Nikolaevič Tupolev; sviluppato in Unione Sovietica a partire dagli ultimi mesi del 1933, non risultò esprimere prestazioni soddisfacenti e non ne venne avviata la produzione in serie.
Il Tupolev ANT-22 viene indicato anche con la sigla MK-1 in base alla tipologia di impiego prevista (dal cirillico МК-1: Морской Крейсер, Morskoj Krejser, letteralmente incrociatore del mare).

## Storia del progetto
L'origine dell'ANT-22 risale alla fine degli anni venti, quando (in seguito ad una richiesta delle autorità militari per un idrovolante a lungo raggio) venne impostato il progetto all'epoca denominato ANT-11. Questo progetto passò tuttavia in secondo piano a causa delle numerose richieste pervenute in quel periodo allo TsAGI e successivamente abbandonato.
Alcuni anni dopo, precisamente nel corso del 1932, la richiesta venne nuovamente formalizzata: alla struttura guidata da Tupolev venne richiesta la realizzazione di un velivolo in grado sia di scoprire e distruggere potenziali minacce provenienti da flotte marittime sia di bombardare basi navali fortificate; per questa ragione per il velivolo venne prevista (come detto) la designazione operativa МК-1.
Come già nel caso del precedente progetto, lo sviluppo del nuovo velivolo venne assegnato ad un gruppo di lavoro guidato da Ivan Ivanovič Pogosskij, che già aveva curato il progetto dell'idrovolante ANT-8 e che stava contemporaneamente lavorando allo sviluppo di un altro idroricognitore, il Tupolev ANT-27.
Secondo alcune fonti, l'opera di Pogosskij subì l'influenza dei successi ottenuti dal velivolo italiano Savoia-Marchetti S.55: ne risultò un idrovolante a doppio scafo di ragguardevoli dimensioni, tanto da rimanere il più grande idrovolante realizzato in Unione Sovietica fino agli anni sessanta.
Realizzato nel complesso centrale dello TsAGI (ubicato a Mosca) sul finire del 1933, l'ANT-22 venne quindi smontato e trasferito a Sebastopoli (via ferrovia) per essere riassemblato in loco e portato in volo per la prima volta l'8 agosto dell'anno successivo.
Le prove di volo misero in luce prestazioni inaspettatamente negative, soprattutto in termini di velocità e quota operativa; in particolare, una volta dotato dell'armamento previsto, l'ANT-22 risultò estremamente vulnerabile ai possibili attacchi nemici. Per tale ragione la Aviacija Voenno-Morskogo Flota, decise di interrompere il programma di sviluppo del grande idrovolante ed a nulla valsero successive modifiche grazie alle quali, nel dicembre del 1936, il velivolo riuscì a trasportare carichi fino a 13 000 kg.

## Tecnica

### Struttura
Il Tupolev ANT-22 era un idrovolante a doppio scafo e velatura monoplana realizzato in duralluminio, materiale tipico delle realizzazioni di Tupolev. La grande ala era sistemata al di sopra dei due scafi e, nella parte centrale, ospitava la cabina di pilotaggio posizionata subito dietro il bordo d'entrata.
Gli impennaggi erano di tipo biplano; il piano superiore era il solo dotato di equilibratori ed il solo ad estendersi all'esterno delle derive che si innalzavano dalla sezione posteriore dei due scafi.

### Motore
La propulsione dell'ANT-22 era affidata a sei Mikulin AM-34: alloggiati a coppie, in configurazione traente-spingente, in gondole disposte al di sopra dell'ala sostenute da un doppio tubo d'acciaio conformato ad "N", questi V-12 raffreddati a liquido sviluppavano complessivamente la potenza di circa 4 900 CV.

### Armamento
In considerazione del ruolo per il quale era stato progettato, l'ANT-22 prevedeva l'impiego di un armamento di tutto rispetto: il carico di caduta poteva raggiungere un massimo di 6 000 kg di bombe contenute in una stiva ricavata nella sezione centrale dell'ala.
Per quanto concerne l'armamento difensivo le postazioni armate erano in tutto sei (tre per ogni scafo), ma le fonti reperite non danno indicazioni univoche circa il loro posizionamento. In un caso risulterebbe un'articolata distribuzione di due mitragliatrici ShKAS (nella torretta dorsale di destra ed in quella di prua a sinistra), di due cannoni Oerlikon (nella torretta dorsale di sinistra ed in quella di prua a destra) e di due mitragliatrici DA (nelle torrette di coda); secondo un'altra fonte le mitragliatrici sarebbero state complessivamente otto (tutte di tipo DA e posizionate in complessi binati nelle torrette di prua e di coda) mentre verrebbero confermati i due cannoni Oerlikon (però alloggiati nelle torrette dorsali).